# 沃洛什基 (科韋利區)
51°10′54″N 24°51′48″E / 51.18167°N 24.86333°E
沃洛什基（烏克蘭語：Волошки），是烏克蘭的村落，位於該國西部沃倫州，由科韋利區負責管轄，始建於1590年，面積2,225平方公里，海拔高度171米，2001年人口573，人口密度每平方公里0.26人。